# Sorbonne Université
Sorbonne Université – uniwersytet w Paryżu założony dekretem w styczniu 2018 poprzez połączenie Université Paris-Sorbonne (Paris-IV) i Université Pierre-et-Marie-Curie (Paris-VI).
Data 1257 w godle uniwersytetu nawiązuje do historycznego Uniwersytetu Paryskiego, którego Collège de Sorbonne został założony w 1257 przez Roberta de Sarbon.
Sorbonne Université ma trzy wydziały:
- Wydział Humanistyczny (la Faculté des Lettres)
- Wydział Naukowy (la Faculté des Sciences et Ingénierie)
- Wydział Lekarski (la Faculté de Médecine)

## Znani nauczyciele
- Albert Cohen – francuski matematyk
- Romain Dujardin – francuski matematyk